# Метью Туллер
Метью Х. Тюллер (нар. 1957 р.) — американський дипломат, який в даний час займає посаду посла США в Іраку. Він кар'єрний дипломат. Він вперше досяг звання посла при президентстві Барака Обами. Він обіймав посаду посла США в Кувейті, Ємені та Іраку.

## Життєпис
Тюллер одружений з ДеНіс Герні і має п'ятеро дітей. Тюллер отримав диплома бакалавра в Університеті Брігхама Янга та магістра Школи урядування Гарвардського університету Джона Ф. Кеннеді. Він є активним членом Церкви Ісуса Христа святих останніх днів, відслуживши дворічну місію в Іспанії. Його батько, Блейн Карлсон Тюллер, був дипломатом, і в результаті Туеллер виріс у Європі, Північній Африці та Латинській Америці, включаючи чотири роки в Танжері, Марокко, де він вивчив арабську.
Метью Х. Тюллер, є кар'єрним дипломатом, працював за межами США на різних посадах в дипломатичних представництвах: заступник начальника місії в посольстві Каїр; Радник політичного міністра при посольстві Багдаду; Заступник глави місії в посольстві Кувейт; Політичний радник посольства Ер-Ріяд; Начальник американського офісу в Адені, Ємен; Заступник глави місії в посольстві Доха; Політичний співробітник посольства Лондона; і політичний офіцер та консульський службовець посольства в Аммані. У Вашингтоні працював заступником директора в Управлінні у справах Північної затоки та Єгипетського офісу.
Метью Х. Тюллер був призначений послом США в Кувейті Президентом Бараком Обамою 4 травня 2011 року, Його кандидатуру підтвердив Сенат США 30 червня 2011 р., він склав присягу 8 вересня 2011 року у заступника державного секретаря Вільяма Дж. Бернсапри, прибув до Кувейту 23 вересня 2011 року.
У 2014—2018 рр. — Тюллер був послом США в Ємені. Він брав участь у переговорах між єменськими військами Хуті та партнерами коаліції під керівництвом Саудівської Аравії в ході цієї громадянської війни. Його неупередженість поставилась під сумнів і переговорники Хуті, і в Держдепартаменті, що призвело до критики щодо ролі США у тривалому конфлікті та гуманітарній кризі, що виникла в Ємені.
7 листопада 2018 року Білий дім оголосив про наміри президента призначити Посла Меттью Х. Тюллера наступним послом США в Іраку. 16 травня 2019 року Сенат Сполучених Штатів підтвердив висунення Меттью Тюллера послом Сполучених Штатів у Республіці Ірак.
Після смертоносних авіаударів США в неділю, в результаті яких загинули 25 бойовиків іракської шиїтського воєнізованого угрупування «Катаїб Хезболла», підтримуваної Іраном, в Багдаді почалися безпорядки. Мітингувальники зламали ворота посольства США, та увірвалися на його територію і підпалили приміщення для прийомів. Демонстранти скандували «Смерть Америці!», спалили американські прапори і, минувши контрольно-пропускні пункти, проникли на територію «зеленої зони», що охороняється. 31 грудня 2019 року Посла США в Іраку Метью Туллера евакуювали з дипломатичної місії в Багдаді, після того як будівлю штурмували десятки прихильників «Катаїб Хезболлах».